# قلعه دزک (بلقیس)

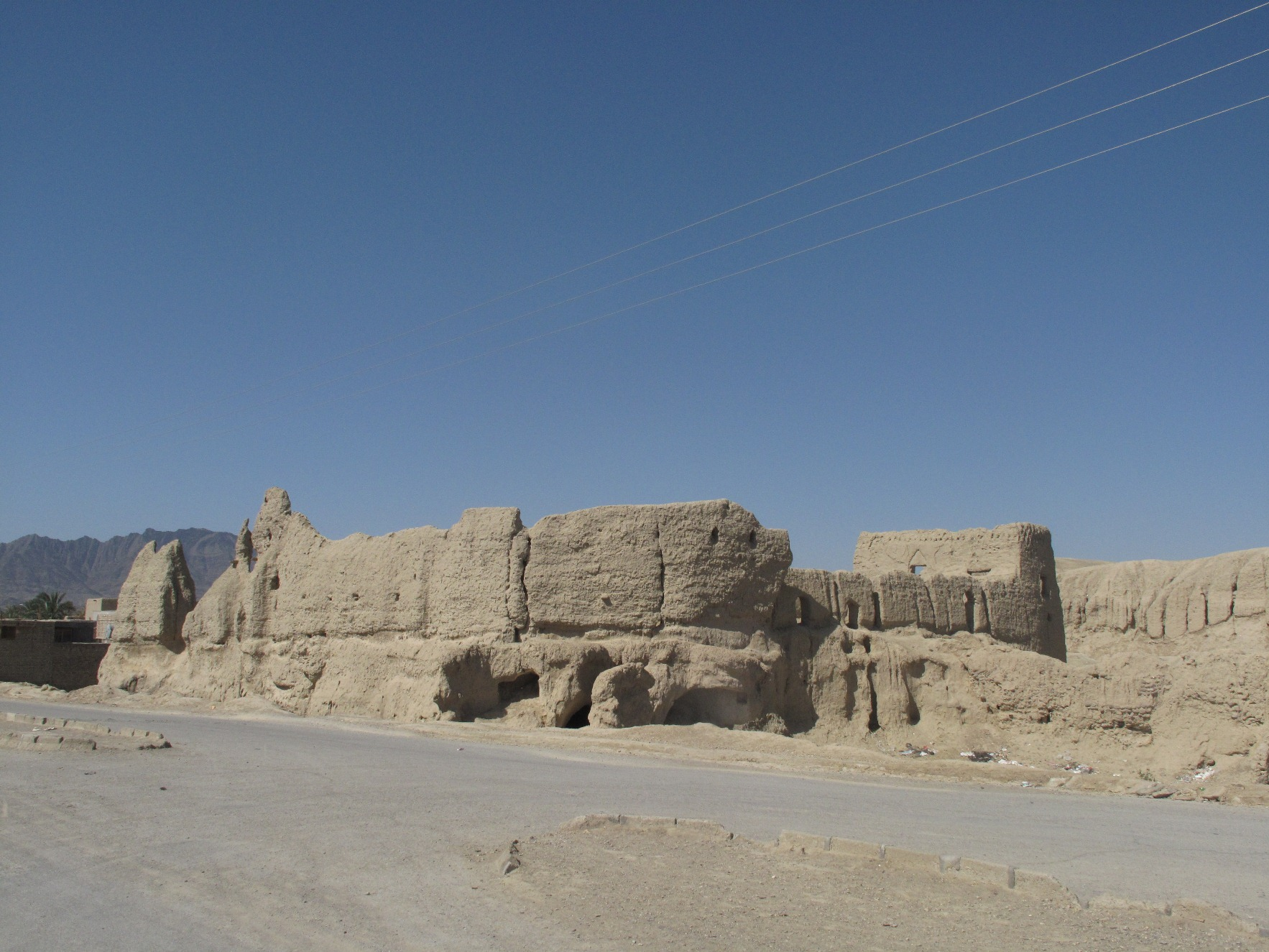
قلعه دزک

قلعه دزک (بلقیس) مربوط به دوره قاجار است و در شهرستان سراوان، بخش مرکزی، روستای دزک واقع شده و این اثر در تاریخ ۱۶ شهریور ۱۳۸۳ با شمارهٔ ثبت ۱۱۰۹۵ به‌عنوان یکی از آثار ملی ایران به ثبت رسیده است.

## پیشینه
این قلعه که دارای معماری بومی است از خشت و گل ساخته شده و در گذشته محل اقامت و حکمرانی علی محمدخان پدر دوست محمدخان بارکزایی بوده‌است و در سال ۱۳۰۷ ه‍.ش با لشکرکشی قوای رضاشاه توسط قشون دولتی به تصرف درآمده است و در این محل با درگیری بین قوای نظامی و نیروهای تحت امر دوست محمدخان، سرهنگ باقرآقاخان داورپناه به وسیلهٔ یکی از اسرا کشته می‌شود و از آن موقع این محل بنام داورپناه نامیده می‌شود.